# Gustaf Otto Stenbock
Gustaf Otto Stenbock, född 7 september 1614 i Torpa stenhus i Västergötland, död 24 september 1685 i Stockholm, var en svensk greve, militär och ämbetsman.

## Biografi
Gustaf Otto Stenbock var son till grevinnan Beata Margareta Brahe och riksrådet Gustav Eriksson (Stenbock). Som sjuttonårig gick han ut i det trettioåriga kriget och sårades vid Slaget vid Liepzig 1642.  Stenbock blev befordrad till generalmajor 1642. Han utnämndes till riksråd 1652 och fältmarskalk 1656 samt var generalguvernör för Skånska generalguvernementet 1658–64. Han utnämndes sedan av förmyndarregeringen till riksamiral 1664–1676 vilket var ett udda val då hans erfarenhet var från slag på land. 1666–1684 tjänstgjorde Stenbock somkansler för Lunds universitet.
Stenbock deltog i det andra danska kriget (1658-1660) som befäl över infanteri. Hans styrka blev besegrad av en överlägsen styrka av danska, tyska och holländska trupper men Stenbock själv lyckades ta sig undan.
Under skånska krigets första år förde Stenbock befälet över en flotta på runt 58 krigsfartyg samt ett antal mindre fartyg. Hans uppgift var att transportera män, utrustning och förråd till dom svenska garnisonerna i Tyskland och att senare söka upp den Danska-Nederländska flottorna och förgöra dom. Stenbock lyckades ej med detta och en kommissorialrätt avsatte Stenbock som riksamiral år 1676, efter att han ansetts ha misslyckas i sitt uppdrag. Reduktionen och förmyndarräfsten drabbade honom hårt. Han blev beordrad att betala 300 000 daler silvermynt för arbetskostnaden på hans hus i Blasieholmen vars bygge han använt kronans båtsmän för att bygga. Stenbock lyckades få ner beloppet till 100 000 daler silvermynt, men hans ekonomi var körd i botten och all hans egendom auktionerades bort. 

## Familj
Stenbock var först gift med friherrinnan Brita Horn af Åminne, och sedan gift med Christina Catharina De la Gardie (1632–1704), som var dotter till Jakob De la Gardie. Med Brita Horn af Åminne fick han barnen 
- Gustaf Stenbock (1646-1672),
- Christina Catharina Stenbock (1649–1719),
- Magdalena Catharina Stenbock
- Carl Otto Stenbock.

Med Christina Catharina fick han barnen 
- Birgitta Stenbock,
- Beata Margareta Stenbock,
- Erik Gustaf Stenbock,
- Jakob Stenbock,
- Hedvig Eleonora Stenbock (1664-1729),
- Magnus Stenbock
- Charlotta Maria Stenbock.

Stenbock är begravd i det inre av Strängnäs domkyrka.